# منتخب تونس لكرة اليد الشاطئية
منتخب تونس لكرة اليد الشاطئية هو ممثل تونس الرسمي في المنافسات الدولية في كرة اليد الشاطئية للرجال
.